# Eusiphona cooperi
Eusiphona cooperi är en tvåvingeart som beskrevs av Curtis W. Sabrosky 1955. Eusiphona cooperi ingår i släktet Eusiphona och familjen sprickflugor. Inga underarter finns listade i Catalogue of Life.